# Microcephalophis
Microcephalophis är ett släkte av ormar. Microcephalophis ingår i familjen giftsnokar och underfamiljen havsormar.
Det vetenskapliga namnet är bildat av de grekiska orden mikrokephalos (litet huvud) och ophis (orm).
Kladogram enligt Catalogue of Life:
| Microcephalophis | \| \| Microcephalophis cantoris \| \| \| \| \| \| Microcephalophis gracilis \| \| \| \| |
|                  | \| \| Microcephalophis cantoris \| \| \| \| \| \| Microcephalophis gracilis \| \| \| \| |
|                  | Microcephalophis cantoris                                                               |
|                  |                                                                                         |
|                  | Microcephalophis gracilis                                                               |
|                  |                                                                                         |